# كوه مبارك
كوه مبارك (بالفارسية: مغ قنبره کوه مبارک) هي قرية تابعة لمقاطعة جاسك في محافظة هرمزغان في جنوب إيران. حسب إحصاءات مركز الإحصاء والنفوس الإيراني لعام 1385 الشمسي كان يسكن هذه القرية 160 شخصا في 30 مسكنا. اشتهرت هذه القرية وورد اسمها في الإعلام العالمي بعد حادث إسقاط طائرة آر كيو-4 غلوبال هوك.